# Odilon Redon
Odilon Redon, egentligen Bertrand-Jean i förnamn, född 22 april 1840 i Bordeaux, död 6 juli 1916 i Paris, var en fransk bildkonstnär inom grafik och målarkonst knuten till symbolismen. Han var medgrundare av Société des artistes indépendants. 

## Biografi
Odilon Redon var elev till Jean-Léon Gérôme vid École des beaux-arts. Han gjorde sig först bemärkt som grafiker, genom att utge ett flertal mappar med litografier, till exempel Dans le rêve (1879), À Edgar Poe (1882) och La Nuit (1886), alla präglade av saga, myt och dröm, ibland med en djärv fantastik och raffinerad skönhet. Som grafiker hade Redon en viss påverkan på bland andra Fernand Khnopff, Jan Toorop och Edvard Munch. Han intresserade sig för en inre verklighet i motsats till de samtida impressionisterna och deras upptagenhet av att återge en yttre verklighet. Redon trädde senare också fram som målare, med exempelvis den säregna kvinnobilden Les Yeux clos i olja och pastellteckningen Femme voilée. 
21 augusti 1937 beslagtog propagandaministeriet i Nazityskland vad som fanns av Odilon Redon på tyska museer. Det var tre litografier på Kunsthalle Bremen, klassade som icke önskvärd entartete Kunst. Litografierna saknar datering, men två av dessa, Der Kopf Johannes des Täufers [Johannes Döparens huvud] och Köpfe, blev efter värdering registrerade som zerstört [förstörda] i protokoll från den tiden. Den tredje bar titeln Les Fleurs du mal, efter Charles Baudelaires banbrytande diktsamling från mitten av 1800-talet, och framvisar en ansiktsmask i kronan på en blomma. Denna litografi förvarades efter värdering i Schloss Schönhausens statliga lager fram till 1940, då den betrodde, tyske konsthandlaren Karl Buchholz gav en halv dollar för bladet och förde över det till sitt galleri i New York 1941. Därefter upphör en känd proveniens. 
Bladet heter inte som Baudelaires diktbok men ingår i en portfolio med 11 litografier (inklusive omslagsbilden) som Odilon Redon kallade Interprétations (1890), det vill säga "tolkningar" av Les Fleurs du mal. Under just detta blad står ordet "cul-de-lampe" som är hämtat ur dikten L'Amour et le crâne.

## Galleri

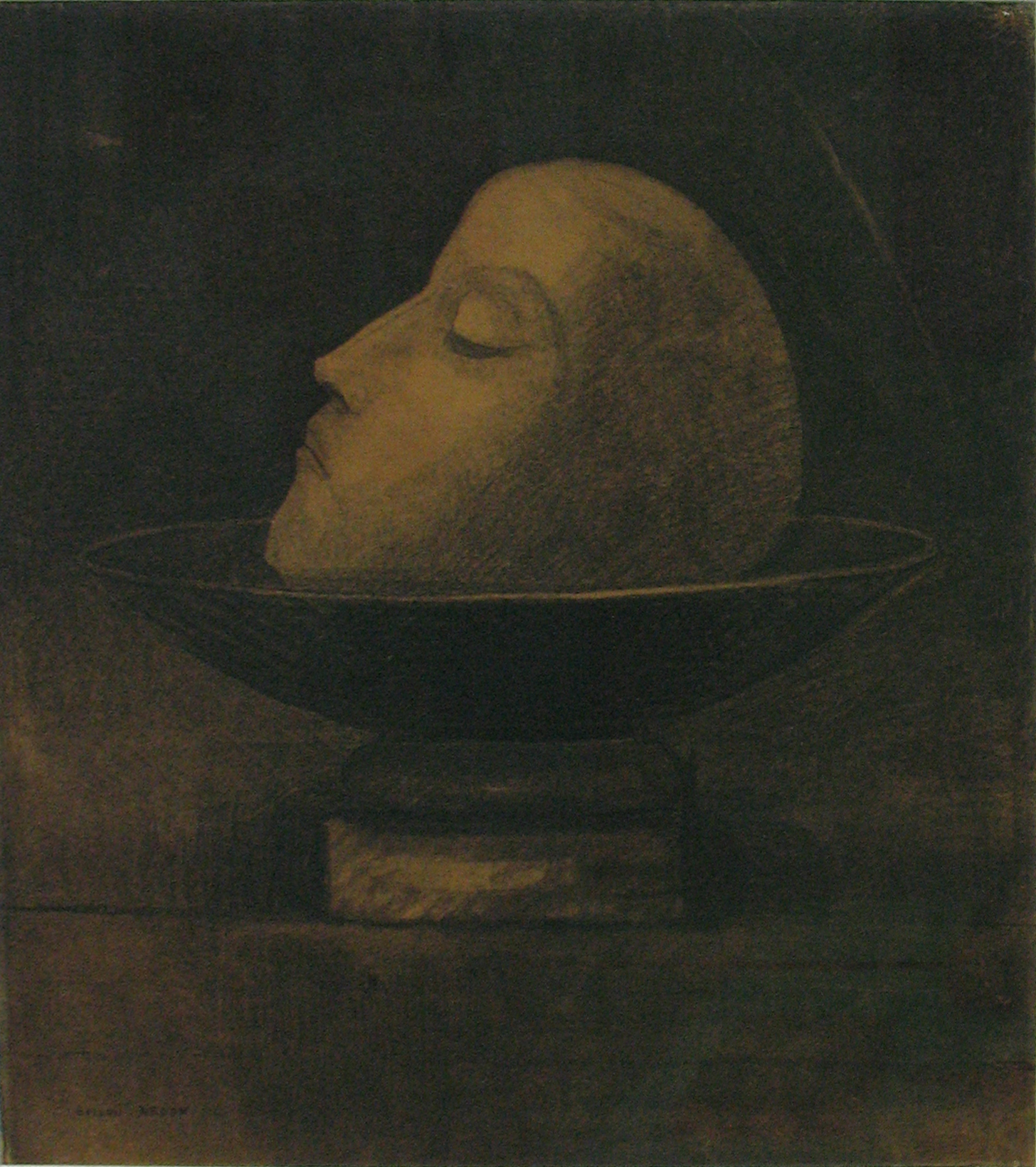
Tête de martyr (1877), kolkrita och penna på papper, Kröller-Müller Museum.
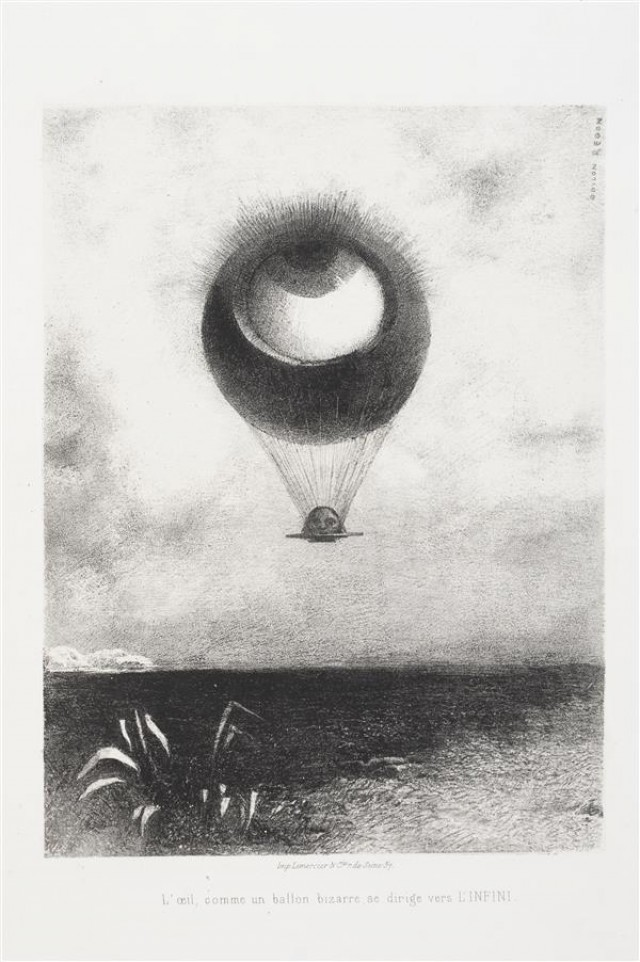
L'oeil, comme un ballon bizarre, se dirige vers l'infini, litografi ur portfolion À Edgar Poe (1882), 26,2 x 19,8 cm.
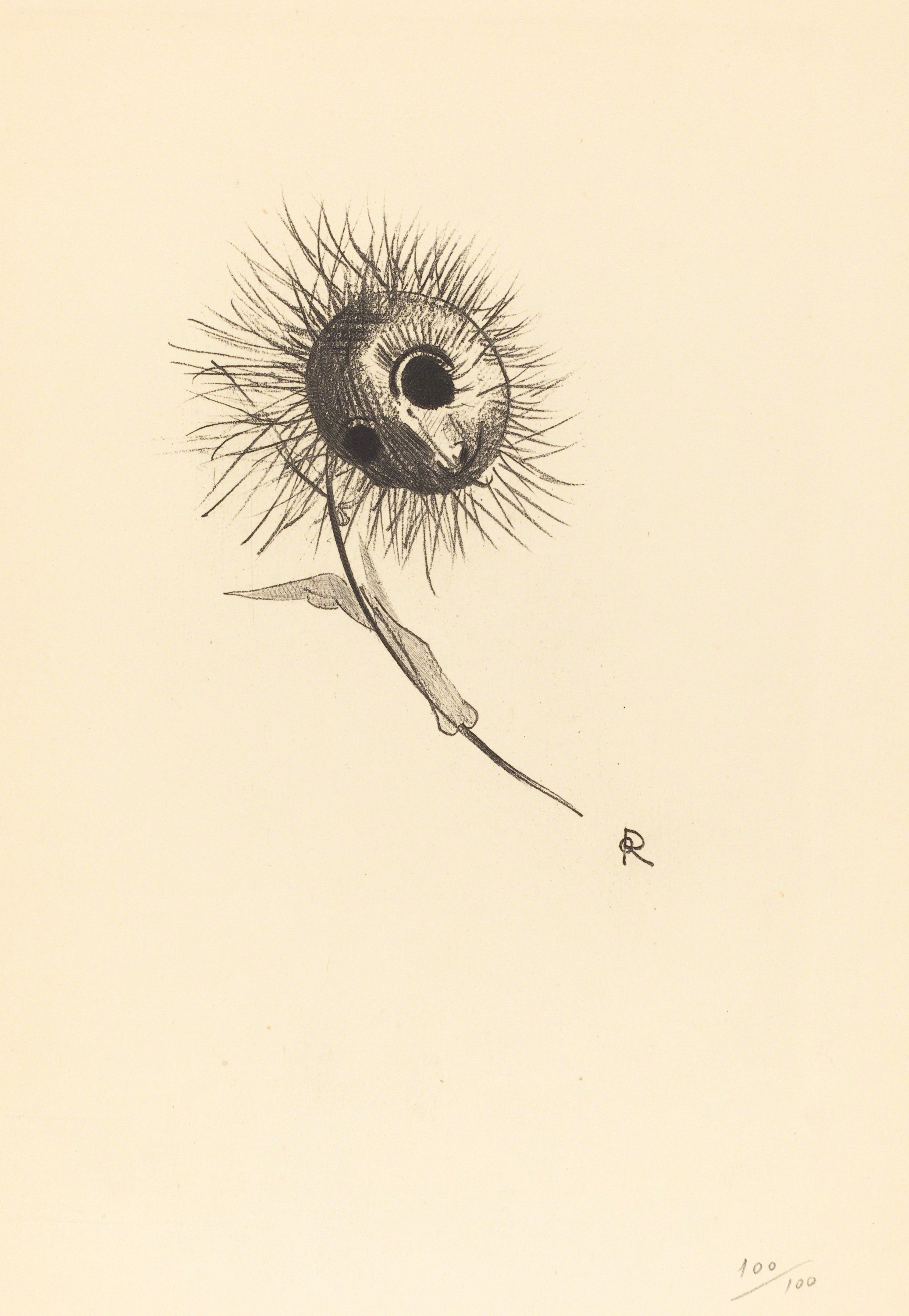
Cul-de-lampe, litografi ur portfolion Interprétations (1890), National Gallery of Art.
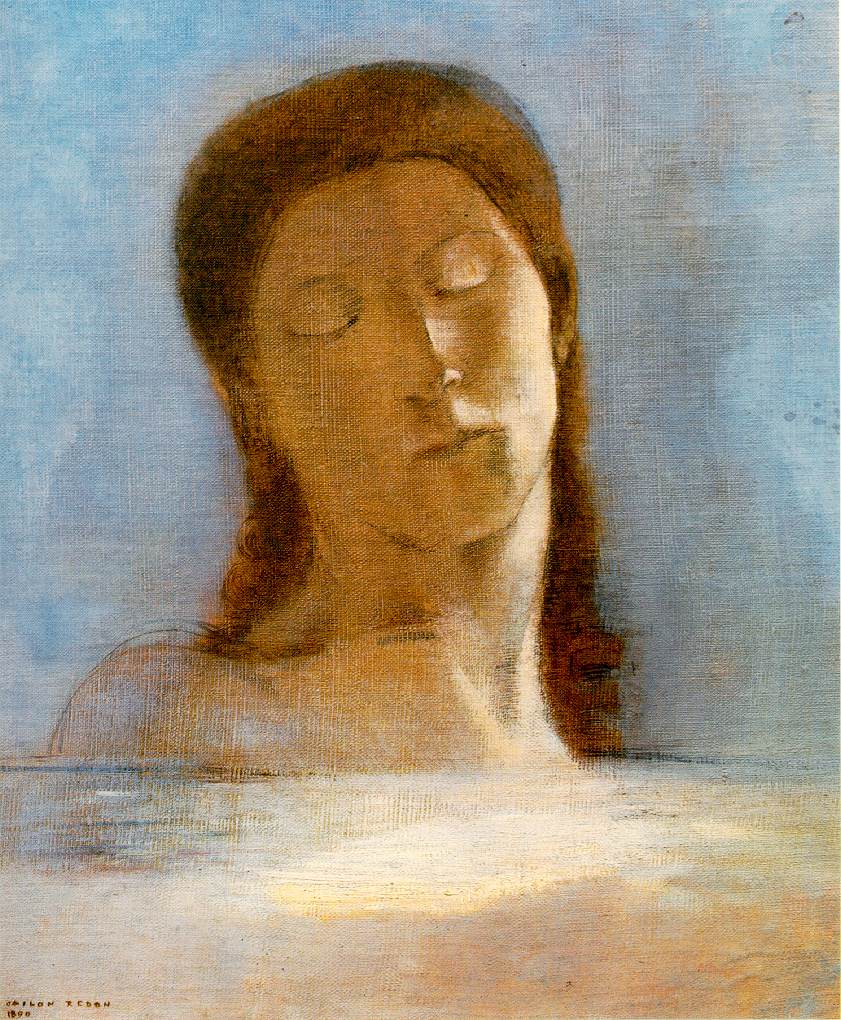
Les Yeux clos (1890), olja på duk, 44 x 36 cm, Musée d'Orsay.
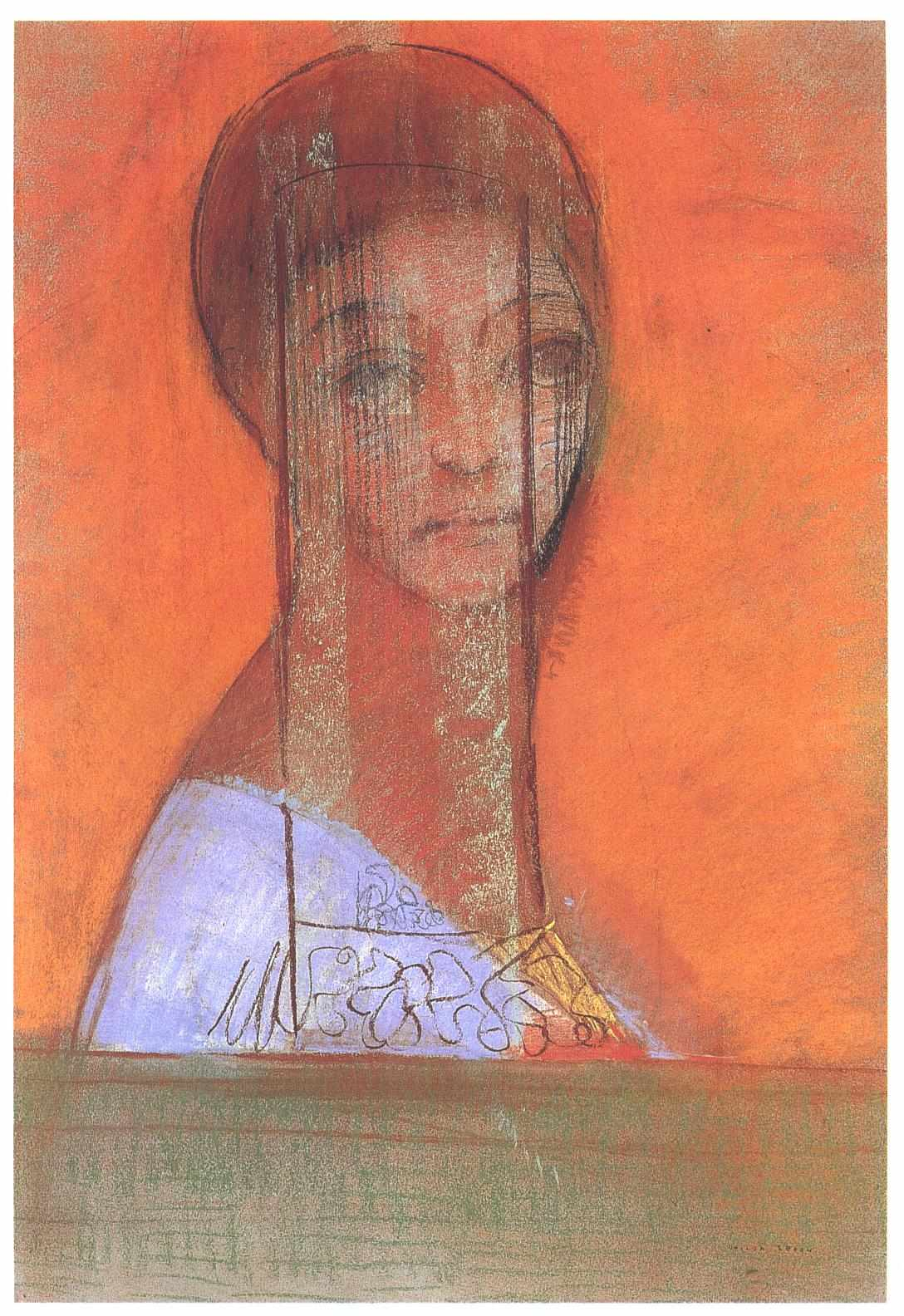
Femme voilée (1895-1900), pastell och krita på blått papper, 47,8 × 32 cm, Kröller-Müller Museum.
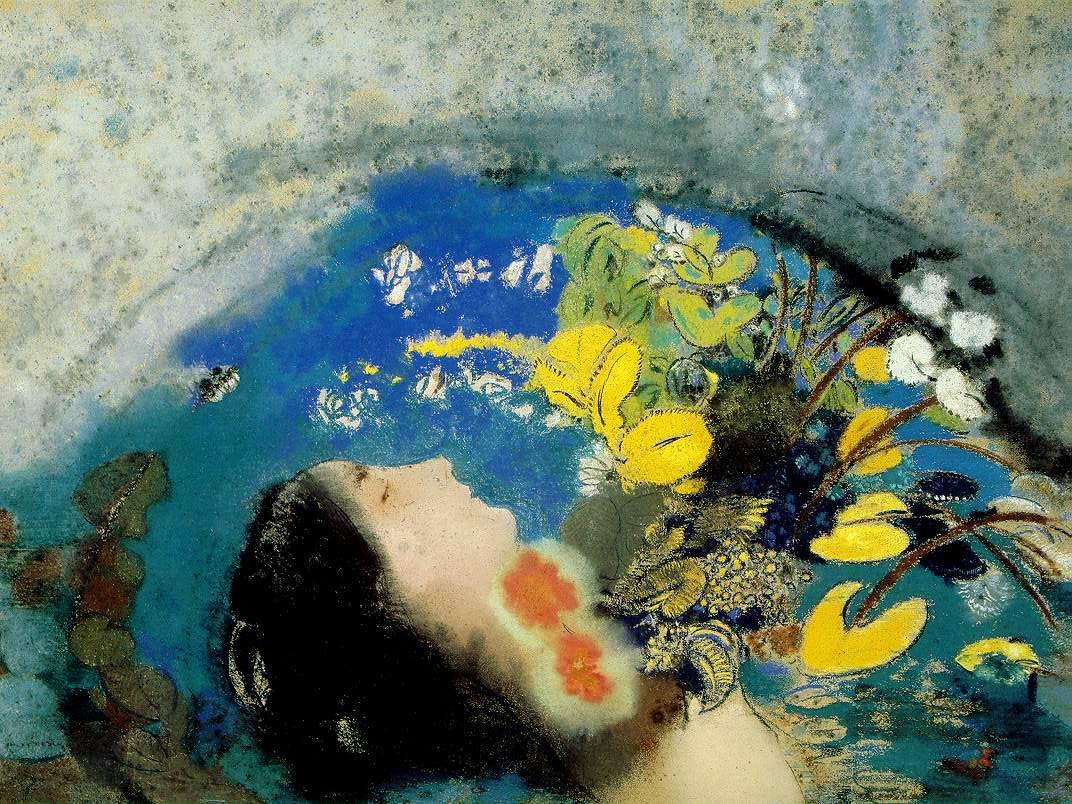
Ophélie (1900-1905), pastell på papper fäst på kartong, 50,5 x 67,3 cm, privat ägo, New York.
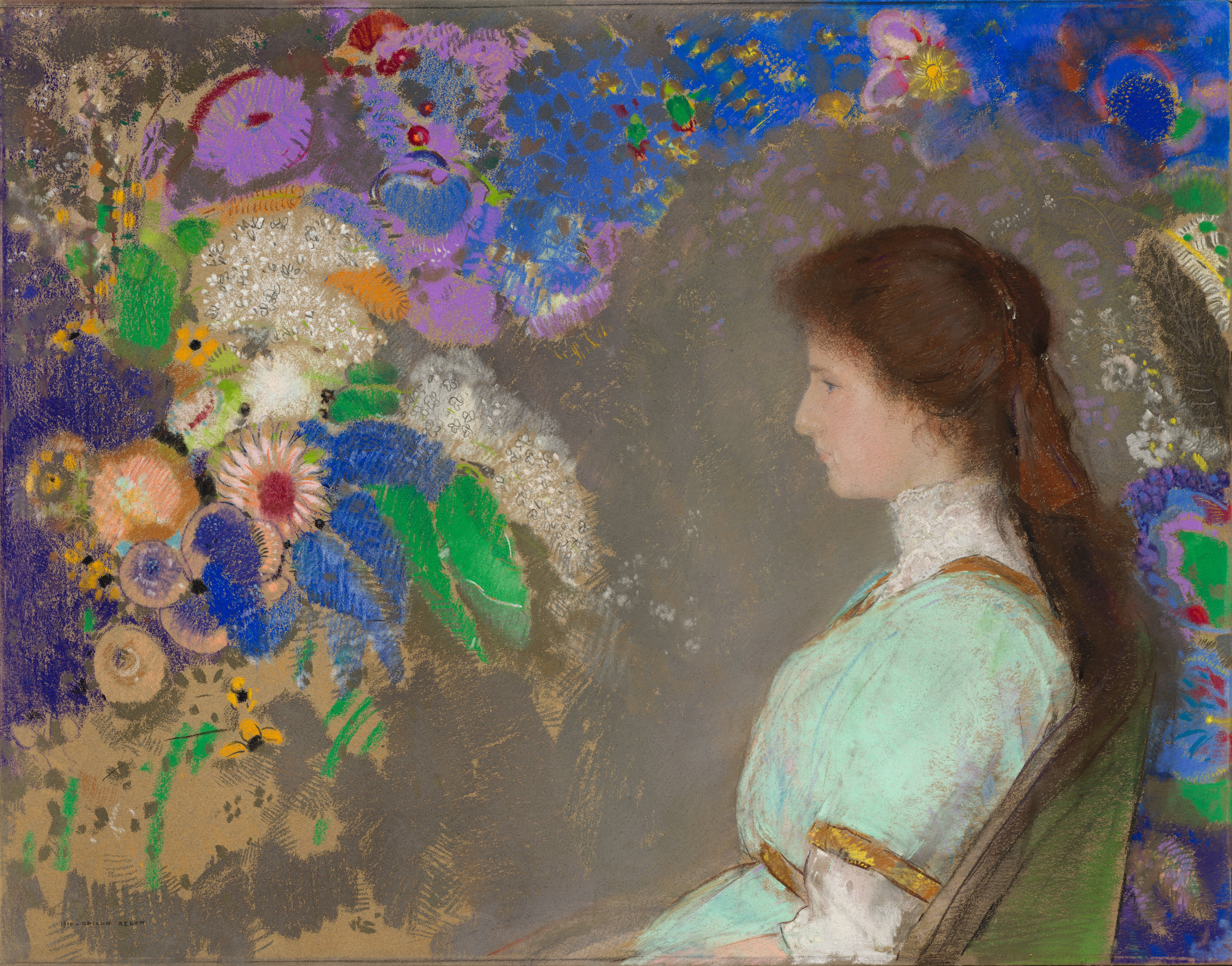
Portrait de Violette Heymann (1910), pastell, 72 × 92 cm, Cleveland Museum of Art.
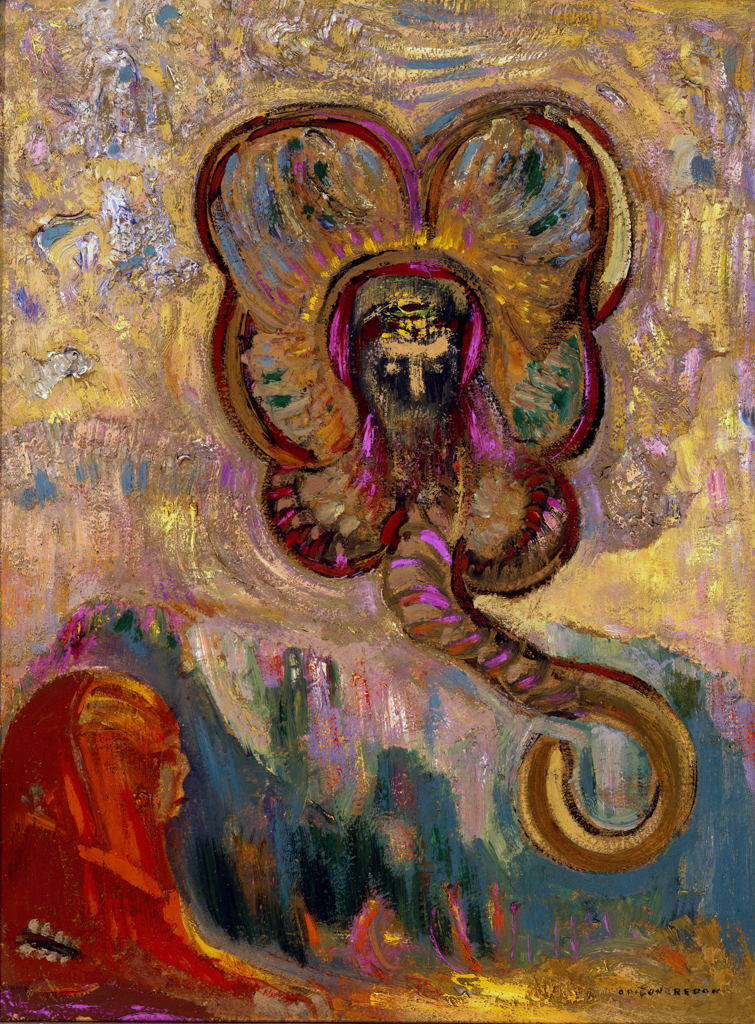
Oannès et le sphinx (1910), olja på pannå, Portland Art Museum.